# ギーズリーAFC
ギーズリー・アソシエーション・フットボールクラブ（Guiseley Association Football Club）はイングランド、ウェスト・ヨークシャー、リーズ市、ギーズリーを本拠地とするサッカークラブチームである。2017-2018シーズンはカンファレンス・ナショナル（5部相当）に所属。

## タイトル

### 国内タイトル
- ノーザンプレミアリーグ・プレミアディヴィジョン:1回

2009-2010
- FA Vase:1回

1990-1991
- ノーザンプレミアリーグ・ファーストディヴィジョン:1回

1993-1994
- ノーザンカウンティーズ・イーストリーグ:1回

1990-1991
- ヨークシャーリーグ・ディヴィジョン2:1回

1975-1976

### 国際タイトル
- なし

## 歴代所属選手
- リー・タック 2009